# Regió de Banja Luka
La Regió de Banja Luka (Regija Banja Luka en serbi) és una de les set regions de la República Sèrbia. El seu centre administratiu és la ciutat de Banja Luka, que també és la capital de la república, i està situada al nord-oest de Bòsnia i Hercegovina. Segons l'estimació de 2005, la població de la regió de Banja Luka estava en 709.000 residents aproximadament.

## Llista de municipis
1. Bania Luka (estatus de ciutat)
2. Bosanska Kostajnica
3. Bosanska Gradiška
4. Čelinac
5. Istočni Drvar
6. Jezero
7. Kneževo
8. Kotor Encalloš
9. Kozarska Dubica
10. Krupa na Uni
11. Kupres
12. Laktaši
13. Mrkonjić Grad
14. Novi Grad
15. ostra Luka
16. Petrovac
17. Prijedor
18. Prnjavor
19. Ribnik
20. Srbac
21. Šipovo
22. Teslić